# Седълчани
Седлчани (на чешки: Sedlčany) е град, намиращ се в Пршибрамския окръг, Средночешки край, Чехия. Градът се намира на река Мастник, приток на Вълтава, на около 30 км източно от Пжибрам. Това е третата по големина община в областта.
Известен е със сиренето Хермелин.

## Известни личности
- Йозеф Радецки фон Радец (1766 – 1858) – фелдмаршал
- Карл Бракса (1863 – 1938) – кмет на Прага